# 偏光汚染

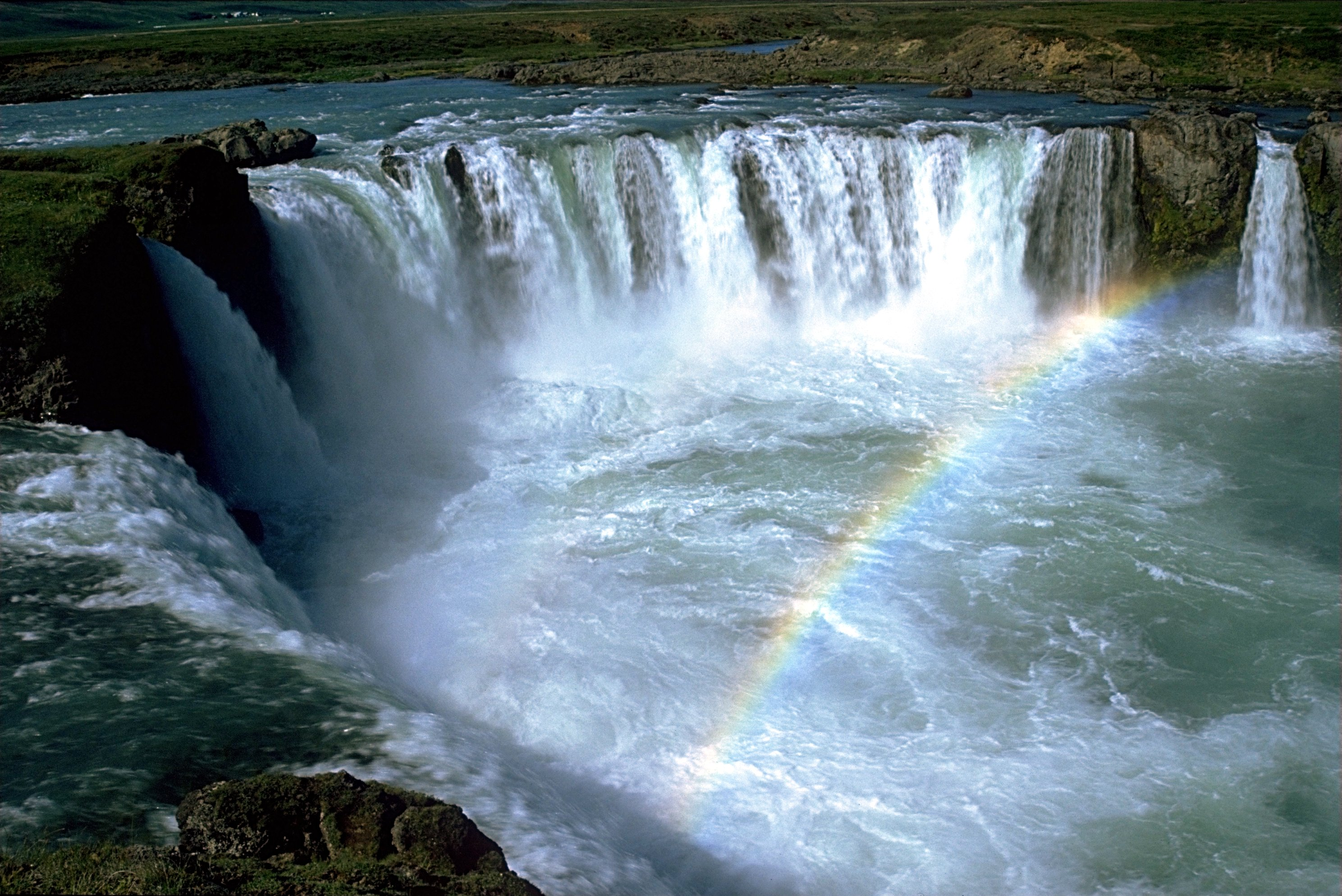
自然界では、水と水蒸気は自然光を偏光させる。

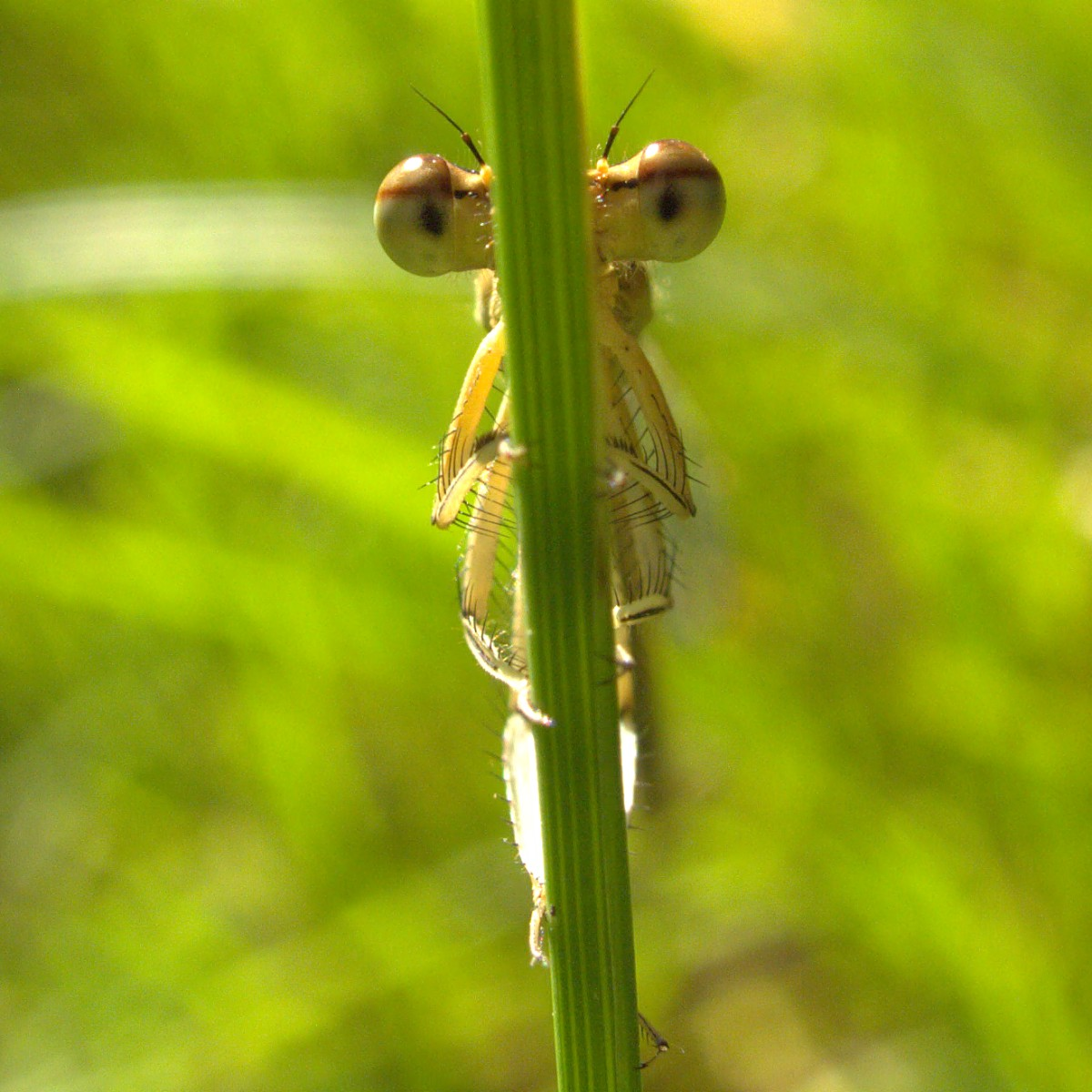
Platycnemis pennipes の複眼の小平面は、直接的または偶発的に光を集める。集められた光は昆虫に環境情報を与える。

偏光汚染（へんこうおせん）とは、光、特に偏光によるさまざまな形態の光害のサブセットである。自然界では、水と水蒸気は太陽光を偏光させる。偏光子の方向を受け取ることによって、いくつかの生物種は移動中にその移動経路を修正することができる。 自然光や人工光に対する人工的な偏光は、これらの生物種や、その種が重要な役割を果たす生態系における生物の行動（たとえば花粉媒介など）を混乱させる可能性がある。

## 概念の歴史
ジャン＝バティスト・ビオと彼の後継者は、フルクトースやスクロースなどの有機製品の溶液が光を偏光できることを示した。この数十年で、偏光が生態系、特に昆虫の世界で重要な役割を果たす可能性があることがわかってきた。より近年においては、光害の概念が誕生するとともに、人工的な偏光が生態系に問題を生じさせる可能性が問題となっている。
Gábor Horváthと彼のチームは、この新しい用語は、偏光された光の具体的な生態学的影響に対処するために、より適切に記述・理解されるべきであると主張している。

## 昆虫への影響
代表的な例として、アスファルトの表面が池と同様に光を偏光させることによって引き起こされるエコロジカル・トラップがある。研究によると、カゲロウの群れが川や池ではなく道路に産卵する現象が確認されている。多くの昆虫は幼生期を水中で過ごし、産卵場所を見つける際に池や川の光の反射といった視覚的手がかりに依存している。そのため、アスファルトの表面を水と誤認し、直接道路上に産卵してしまうことがある。この結果、卵は日光にさらされて脱水し、死滅することとなる。